# Norbert Dumont
Pour les articles homonymes, voir Dumont.
Norbert Dumont, né le 7 février 1883 à Mersch (Luxembourg) et mort en 1956, est un homme politique luxembourgeois, membre du Parti radical-libéral (RLP).
D'abord conseiller à la Cour supérieure de justice, il devient président de la Chambre des comptes.
Norbert Dumont est nommé conseiller d’État le 23 janvier 1937, fonction venue à terme le 16 novembre 1945.

## Décoration
- Officier de l'ordre de la Couronne de chêne[2] (promotion 1929)